# Mitt Romney
Willard Mitt Romney, född 12 mars 1947 i Detroit i Michigan, är en amerikansk jurist, affärsman och republikansk politiker. Han var guvernör i Massachusetts under åren 2003–07 och ledamot av USA:s senat för Utah från 2019 till 2025.
Mitt Romney kandiderade i de republikanska primärvalen inför presidentvalen i USA åren 2008 och 2012. År 2012 vann han primärvalet för det republikanska partiet och utsågs till partiets presidentkandidat. Han förlorade i presidentvalet med 206 elektorsröster och 47,3 procent av rösterna mot den sittande presidenten Barack Obama, som fick 332 elektorsröster och 51,0 procent av rösterna. I februari 2018 meddelade Romney, att han kandiderar i senatsvalet för Utah 2018. Den 6 november 2018 besegrade Romney den demokratiska kandidaten Jenny Wilson.
Romney är den första senatorn i USA:s historia, som röstat för att i riksrätt fälla en president från sitt eget parti.
I september 2023 meddelade Romney att han inte kommer att ställa upp för omval år 2024 och kommer att gå i pension från senaten när hans mandatperiod går ut 2025.

## Bakgrund
Mitt Romney är femte generationens medlem i Jesu Kristi kyrka av sista dagars heliga. En av hans förfäder var Parley P. Pratt, en av kyrkans tidiga apostlar. Romneys mor Lenore (1908-1998) kom ifrån Logan i Utah och hans far George W. Romney föddes i en mormonkoloni i Chihuahua i Mexiko. Romney betalar tionde till kyrkan och tillbringade i sin ungdom 30 månader (från juni 1966 till december 1968) som missionär i Frankrike, bland annat i Le Havre.
Romney gifte sig den 21 mars 1969 med Ann Davies. Paret har fem söner och 2018 hade de 24 barnbarn.
Romney avlade 1971 sin grundexamen (B.A.) vid Brigham Young University. Därefter fortsatte han sina akademiska studier vid Harvard University, där han 1975 avlade dubbla examina på avancerad nivå – dels en juristexamen (J.D.) och dels en civilekonomexamen (MBA). Efter studierna arbetade Romney inom management consulting för Bain & Company och var bland annat med att grunda bolaget Bain Capital 1984. År 1999 tillträdde Romney som chef för Olympiska vinterspelen 2002, efter att organisationen skakats av en mutskandal och hade ett kraftigt budgetunderskott. Romney genomförde flera omorganisationer och lyckades få evenemanget att gå med vinst igen.
Under ett tal till vapenlobbyorganisationen NRA sa Romney, att han ägt vapen sedan han var liten, och att han alltid älskat att jaga.

## Politisk karriär

### Guvernör i Massachusetts
Romney kandiderade till senaten för Massachusetts 1994, men förlorade mot den dåvarande sittande senatorn Ted Kennedy.
Mellan åren 2003 och 2007 var Romney guvernör i Massachusetts.

### Presidentkampanjer
Inför presidentvalet 2008 deltog Romney som presidentkandidat i de republikanska primärvalen. Den 7 februari 2008 drog Romney tillbaka sin presidentkandidatur till följd av för lite stöd, och gav istället sitt stöd till John McCain, som senare blev republikanernas presidentkandidat.
Den 11 april 2011 tillkännagav Romney sin kandidatur för att bli republikanernas presidentkandidat i presidentvalet 2012. Efter en relativt lång primärvalssäsong säkrade Romney en majoritet delegater i kamp med Ron Paul, Rick Perry, Newt Gingrich och den mer oväntade utmanaren Rick Santorum, som visade sig vara hans största motståndare. Den 11 augusti 2012 offentliggjorde Romney kongressledamoten Paul Ryan från Wisconsin som sin vicepresidentkandidat. Romney valdes officiellt till republikanernas presidentkandidat den 28 augusti 2012 på partikonventet i Tampa i Florida. I presidentvalet mötte han den sittande presidenten, demokraternas Barack Obama. Presidentvalet ägde rum den 7 november 2012 och Romney förlorade mot Obama med 206 mot 332 elektorsröster, totalt fick Obama 51 procent av rösterna.

### Senatsvalet i Utah 2018

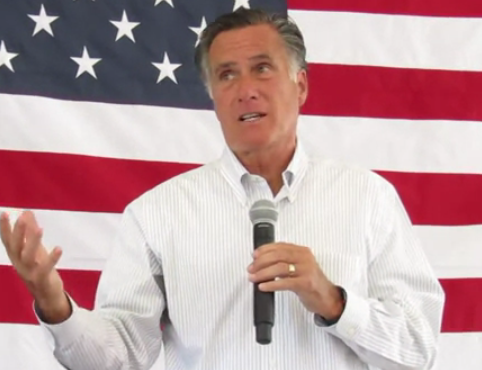
Romney i Orem i Utah den 3 juli 2018.

Den 16 februari 2018 lanserade Romney formellt sin kampanj för att ställa upp i senatsvalet 2018 i Utah genom ett videomeddelande, som publicerades på hans Facebook och Twitter. Både den sittande presidenten Donald Trump och den tidigare republikanska presidenten George W. Bush gav offentligt sitt stöd för Romneys senatkampanj 2018.
I primärvalet den 26 juni 2018 utsågs Romney officiellt som republikanernas kandidat i senatsvalet i Utah. I valet mötte Romney stadsfullmäktige Jenny Wilson (demokrat) från Salt Lake City. Valet ägde rum den 6 november 2018 och Romney vann enkelt över den demokratiska kandidaten. Romney kom därmed att bli den tredje person, som varit guvernör i en delstat och amerikansk senator i en annan delstat. De två andra, som lyckats med den bedriften, är William Wyatt Bibb och Sam Houston.

### Politiska ståndpunkter
Under sin senatskampanj 2018 förespråkade Romney bättre bakgrundskontroller vid vapenköp och uttalade att han var beredd att rösta för begränsningar av vapenköp baserade på ålder och psykologiska utvärderingar.
Mitt Romney stödjer en strikt reglerad legalisering av medicinsk cannabis.